# 岩美町
岩美町（いわみちょう）は、鳥取県の最東端に位置する町。岩美郡に属す。日本海に面しており、浦富海岸は山陰海岸国立公園、山陰海岸ジオパークの一部となっている。

## 地理
鳥取県の北東端に位置しており、兵庫県と接している町。町の中央を蒲生川が流れる。日本海側気候で、豪雪地帯に指定されている。
- 山：河合谷高原（扇ノ山）、牛ヶ峰山、金峯山、二上山
- 河川：蒲生川、小田川、吉田川、陸上川
- 海岸：浦富海岸

### 気候
| 岩井（1991年 - 2020年）の気候      | 岩井（1991年 - 2020年）の気候 | 岩井（1991年 - 2020年）の気候 | 岩井（1991年 - 2020年）の気候 | 岩井（1991年 - 2020年）の気候 | 岩井（1991年 - 2020年）の気候 | 岩井（1991年 - 2020年）の気候 | 岩井（1991年 - 2020年）の気候 | 岩井（1991年 - 2020年）の気候 | 岩井（1991年 - 2020年）の気候 | 岩井（1991年 - 2020年）の気候 | 岩井（1991年 - 2020年）の気候 | 岩井（1991年 - 2020年）の気候 | 岩井（1991年 - 2020年）の気候 |
| 月                                 | 1月                           | 2月                           | 3月                           | 4月                           | 5月                           | 6月                           | 7月                           | 8月                           | 9月                           | 10月                          | 11月                          | 12月                          | 年                            |
| ---------------------------------- | ----------------------------- | ----------------------------- | ----------------------------- | ----------------------------- | ----------------------------- | ----------------------------- | ----------------------------- | ----------------------------- | ----------------------------- | ----------------------------- | ----------------------------- | ----------------------------- | ----------------------------- |
| 最高気温記録 °C （°F）             | 19.5 (67.1)                   | 22.4 (72.3)                   | 25.1 (77.2)                   | 31.5 (88.7)                   | 31.4 (88.5)                   | 35.1 (95.2)                   | 37.1 (98.8)                   | 37.6 (99.7)                   | 36.7 (98.1)                   | 32.7 (90.9)                   | 27.0 (80.6)                   | 23.1 (73.6)                   | 37.6 (99.7)                   |
| 平均最高気温 °C （°F）             | 7.6 (45.7)                    | 8.4 (47.1)                    | 12.3 (54.1)                   | 18.1 (64.6)                   | 22.9 (73.2)                   | 25.7 (78.3)                   | 29.5 (85.1)                   | 31.0 (87.8)                   | 26.8 (80.2)                   | 21.7 (71.1)                   | 16.4 (61.5)                   | 10.6 (51.1)                   | 19.3 (66.7)                   |
| 日平均気温 °C （°F）               | 3.7 (38.7)                    | 4.0 (39.2)                    | 6.9 (44.4)                    | 12.0 (53.6)                   | 16.9 (62.4)                   | 20.8 (69.4)                   | 24.9 (76.8)                   | 25.8 (78.4)                   | 21.8 (71.2)                   | 16.3 (61.3)                   | 11.2 (52.2)                   | 6.2 (43.2)                    | 14.2 (57.6)                   |
| 平均最低気温 °C （°F）             | 0.3 (32.5)                    | 0.0 (32)                      | 1.7 (35.1)                    | 5.9 (42.6)                    | 11.1 (52)                     | 16.5 (61.7)                   | 21.1 (70)                     | 21.7 (71.1)                   | 17.8 (64)                     | 11.8 (53.2)                   | 6.7 (44.1)                    | 2.3 (36.1)                    | 9.7 (49.5)                    |
| 最低気温記録 °C （°F）             | −7.0 (19.4)                   | −8.5 (16.7)                   | −5.5 (22.1)                   | −2.4 (27.7)                   | 2.2 (36)                      | 6.6 (43.9)                    | 11.4 (52.5)                   | 14.5 (58.1)                   | 7.9 (46.2)                    | 2.3 (36.1)                    | −0.2 (31.6)                   | −6.8 (19.8)                   | −8.5 (16.7)                   |
| 降水量 mm （inch）                 | 225.1 (8.862)                 | 153.5 (6.043)                 | 149.9 (5.902)                 | 114.4 (4.504)                 | 136.8 (5.386)                 | 161.2 (6.346)                 | 202.3 (7.965)                 | 137.9 (5.429)                 | 265.4 (10.449)                | 186.3 (7.335)                 | 199.8 (7.866)                 | 271.4 (10.685)                | 2,197.5 (86.516)              |
| 平均降水日数 （≥1.0 mm）           | 21.9                          | 16.4                          | 14.5                          | 11.3                          | 10.7                          | 11.3                          | 12.6                          | 10.2                          | 13.3                          | 12.1                          | 15.9                          | 20.6                          | 170.9                         |
| 平均月間日照時間                   | 54.8                          | 76.4                          | 132.5                         | 182.2                         | 205.0                         | 153.6                         | 168.7                         | 207.9                         | 139.6                         | 142.8                         | 100.3                         | 66.9                          | 1,627.7                       |
| 出典1：Japan Meteorological Agency |                               |                               |                               |                               |                               |                               |                               |                               |                               |                               |                               |                               |                               |
| 出典2：気象庁                      |                               |                               |                               |                               |                               |                               |                               |                               |                               |                               |                               |                               |                               |

### 人口
| |                                        |  |
| 岩美町と全国の年齢別人口分布（2005年） | 岩美町の年齢・男女別人口分布（2005年） |  |
| ■紫色 ― 岩美町 ■緑色 ― 日本全国 | ■青色 ― 男性 ■赤色 ― 女性              |  |
| 岩美町（に相当する地域）の人口の推移 \| 1970年（昭和45年） \| 16,817人 \| \| \| 1975年（昭和50年） \| 16,063人 \| \| \| 1980年（昭和55年） \| 15,969人 \| \| \| 1985年（昭和60年） \| 15,944人 \| \| \| 1990年（平成2年） \| 15,342人 \| \| \| 1995年（平成7年） \| 14,713人 \| \| \| 2000年（平成12年） \| 14,015人 \| \| \| 2005年（平成17年） \| 13,270人 \| \| \| 2010年（平成22年） \| 12,362人 \| \| \| 2015年（平成27年） \| 11,485人 \| \| \| 2020年（令和2年） \| 10,799人 \| \| |                                        |  |
| 総務省統計局 国勢調査より |                                        |  |
| 1970年（昭和45年） | 16,817人                               |  |
| 1975年（昭和50年） | 16,063人                               |  |
| 1980年（昭和55年） | 15,969人                               |  |
| 1985年（昭和60年） | 15,944人                               |  |
| 1990年（平成2年） | 15,342人                               |  |
| 1995年（平成7年） | 14,713人                               |  |
| 2000年（平成12年） | 14,015人                               |  |
| 2005年（平成17年） | 13,270人                               |  |
| 2010年（平成22年） | 12,362人                               |  |
| 2015年（平成27年） | 11,485人                               |  |
| 2020年（令和2年） | 10,799人                               |  |

## 歴史
- 1954年（昭和29年）7月1日 - 岩美郡田後村・東村・浦富町・蒲生村・岩井町・小田村・本庄村・大岩村・網代村が合併して岩美町が発足。

## 行政
- 町長：長戸清（2021年12月7日就任[3]、1期目）

### 歴代町長
| 氏名                                                      | 就任年月日                | 退任年月日                | 備考       |
| --------------------------------------------------------- | ------------------------- | ------------------------- | ---------- |
| 石河大直                                                  | 1954年（昭和29年）7月23日 | 1962年（昭和37年）7月22日 | 前大岩村長 |
| 上村忠彦                                                  | 1962年（昭和37年）7月23日 | 1970年（昭和45年）7月22日 | 元田後村長 |
| 石河大直                                                  | 1970年（昭和45年）7月23日 | 1981年（昭和56年）3月30日 |            |
| 澤徳次郎                                                  | 1981年（昭和56年）4月26日 | 1996年（平成8年）3月31日  |            |
| 吉田達男                                                  | 1996年（平成8年）4月21日  | 1997年（平成9年）11月16日 |            |
| 榎本武利                                                  | 1997年（平成9年）12月7日  | 2017年（平成29年）12月6日 |            |
| 西垣英彦                                                  | 2017年（平成29年）12月7日 | 2021年（令和3年）12月6日  | 元副町長   |
| 長戸清                                                    | 2021年（令和3年）12月7日  | 現職                      | 前副町長   |
| 参考文献 - 新編岩美町誌（岩美町誌執筆編集委員会、2006年） |                           |                           |            |

### 姉妹都市・提携都市
- 新温泉町（兵庫県）
  - 1964年（昭和39年）7月1日、旧・温泉町と姉妹都市提携。

- 国頭村（沖縄県）
  - 2023年（令和5年）7月16日、姉妹都市提携。

### 国際親善
1906年（明治39年）、日本海海戦によって戦死・漂着したロシア人将校の慰霊碑が澤田廉三らをはじめとする村民の手により建立された。現在ではロシア外交官による献花が毎年行われ、町民と親善交流を行っている。

## 施設
県の機関
- 鳥取警察署岩美幹部派出所（旧・岩美警察署）

国の機関
- 国土地理院田後験潮場
- 近畿地方環境事務所浦富自然保護官事務所

## 経済

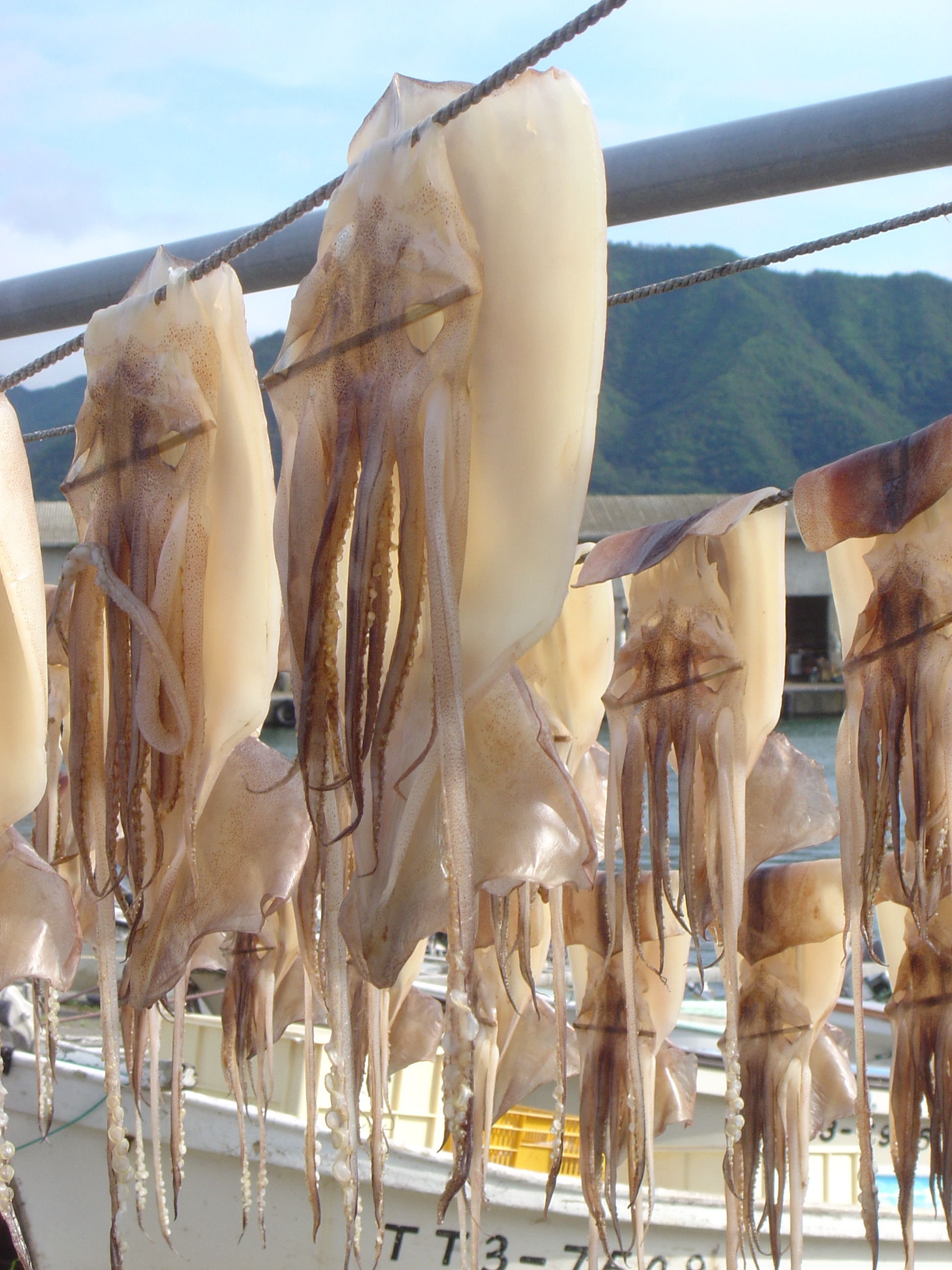
特産物のスルメ

主な産業は水産業である。

### 工業
- FDK株式会社鳥取工場
  - 旧三洋エナジー鳥取株式会社。2010年（平成22年）1月、三洋電機より富士通傘下のFDKへ事業譲渡されFDK鳥取株式会社に社名変更。
  - 2016年（平成28年）10月、FDKへの吸収合併により、現在の名称へ変更。
- 丸栄日産株式会社岩美工業

### 娯楽
- 昭和館（～昭和30年代） - 浦富にあった映画館[7]。
- 太陽館（～昭和30年代） - 大谷にあった映画館[7]。

## 教育

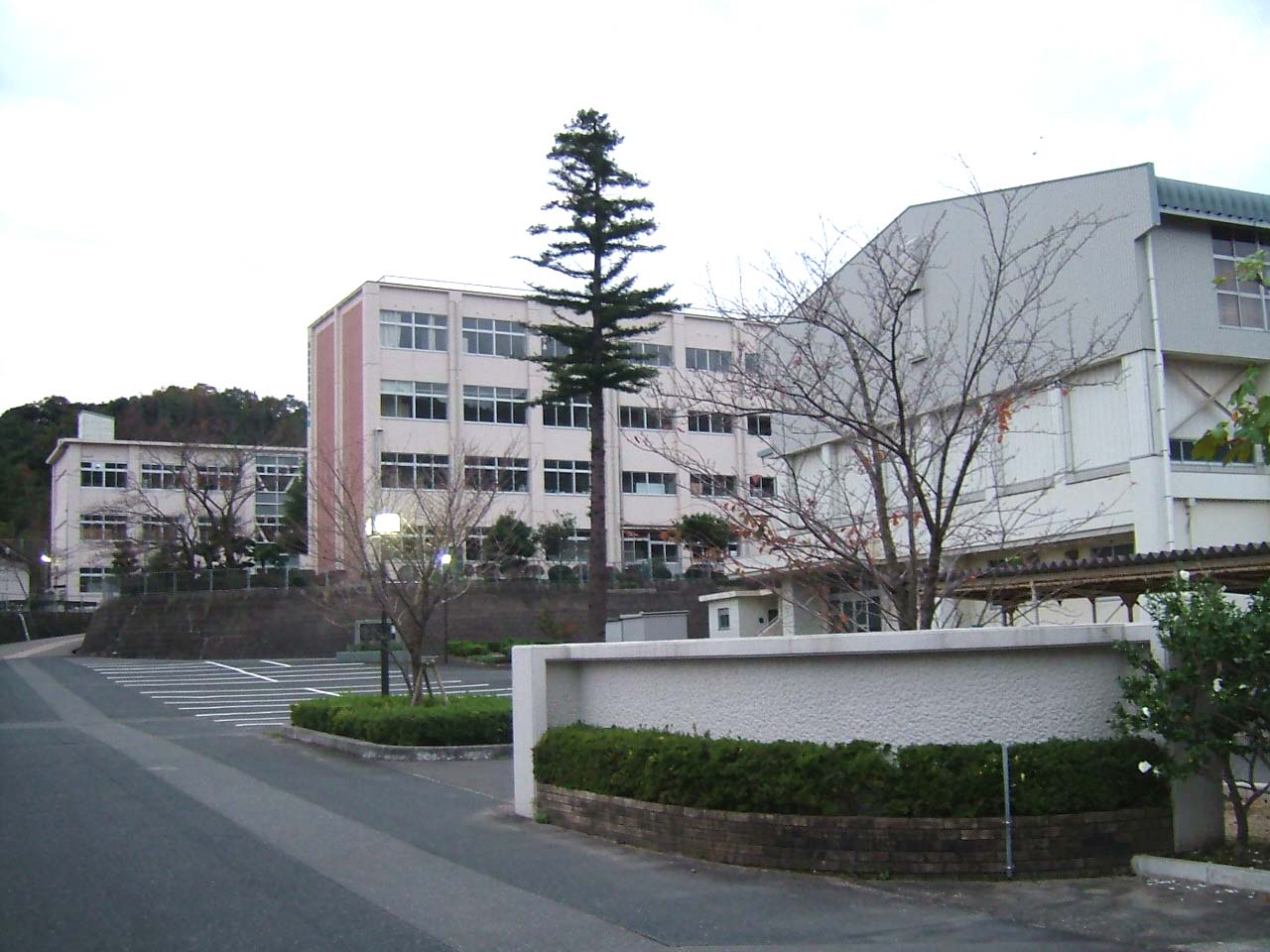
鳥取県立岩美高等学校

### 小学校
- 岩美町立岩美北小学校
- 岩美町立岩美西小学校
- 岩美町立岩美南小学校

### 中学校
- 岩美町立岩美中学校

### 高等学校
- 鳥取県立岩美高等学校

## 交通

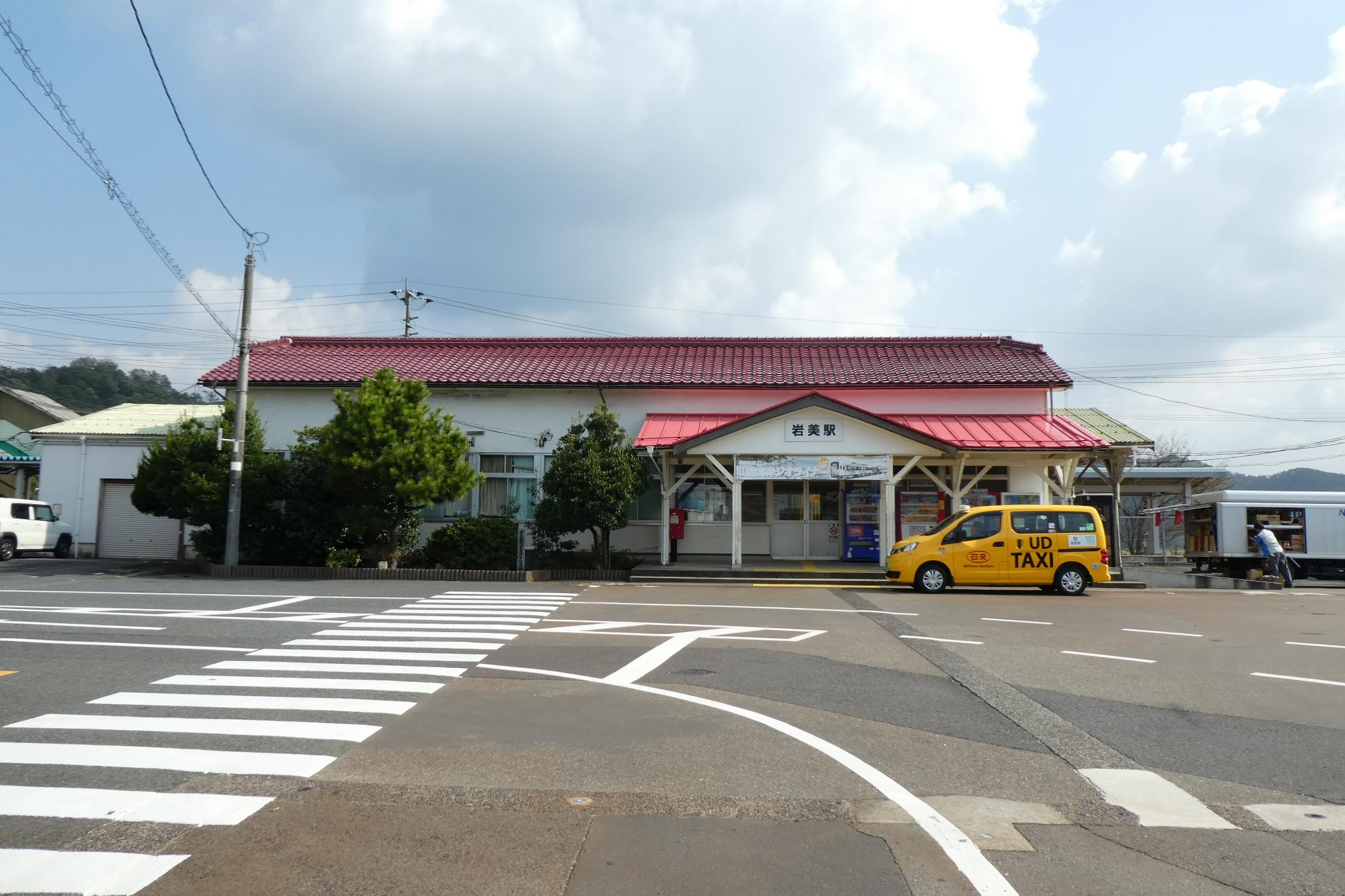
岩美駅

### 鉄道
- JR西日本（西日本旅客鉄道）
  - 山陰本線 : （兵庫県美方郡新温泉町） - 東浜駅 - 岩美駅 - 大岩駅 - （鳥取市）
- 中心となる駅：岩美駅
  - 隣接市町村への連絡
  - 都道府県庁への連絡
  - 広範囲な連絡

### 路線バス
- 日本交通
- 岩美町営バス
- 新温泉町民バス「夢つばめ」

### 道路

#### 自動車専用道路
- E9 山陰近畿自動車道（駟馳山バイパス・岩美道路・東浜居組道路）
  - （鳥取市） - 大谷IC - 岩美IC - 浦富IC - 東浜IC - （兵庫県美方郡新温泉町）

#### 一般国道
- 国道9号
- 国道178号

#### 主要地方道
- 鳥取県道27号網代港線
- 鳥取県道37号岩美八東線

#### 一般県道
- 兵庫県道・鳥取県道119号千谷蕪島線
- 鳥取県道155号網代港岩美停車場線
- 鳥取県道164号岩美停車場線
- 鳥取県道186号岩美停車場新井線
- 鳥取県道188号池谷福部停車場線
- 鳥取県道197号院内馬場線
- 鳥取県道255号大羽尾小羽尾線
- 鳥取県道256号浦富岩井線
- 鳥取県道294号網代港大岩停車場線
- 鳥取県道325号網代港岩美インター線
- 鳥取県道328号福部岩美線

#### 道の駅
- きなんせ岩美

### 船舶
- 網代漁港

## 情報通信

### 市外局番
市外局番は、0857となっている。
- 0857（20 - 89）エリア（鳥取MA） - 鳥取市（河原・用瀬・佐治地域を除く）・岩美町
  - NTT西日本
    - 鳥取寺町2収容局（鳥取市） 20 - 27、29、36、37（0 - 2000番台）、38（2000番台）、39（0 - 8000番台）
    - 鳥取賀露収容局（鳥取市） 28、31、32（0 - 4000番台）、37（3000番台）、38（3、8 - 9000番台）、39（9000番台）
    - 鳥取叶収容局（鳥取市） 37（4000番台）、38（4000番台）、51（4 - 9000番台）、53（0 - 7、9000番台）
    - 鳥取津ノ井収容局（鳥取市） 37（8000番台）、38（6000番台）、52（0 - 8000番台）、75（6 - 9000番台）
    - 鳥取神戸収容局（鳥取市） 38（7000番台）、55（0000番台）
    - 鳥取吉岡収容局（鳥取市） 54（0、5 - 9000番台）、57（0000番台）
    - 末恒収容局（鳥取市） 37（9000番台）、59（0 - 2、6 - 9000番台）
    - 鳥取明治収容局（鳥取市） 38（5000番台）、56（0000番台）
    - 中河原収容局（鳥取市） 58（0 - 1000番台）
    - 福部収容局（鳥取市） 38（1000番台）、74（3、6 - 9000番台）、75（2000番台）
    - 浜村収容局（鳥取市） 37（6000番台）、82（0 - 4、6 - 9000番台）
    - 鳥取鹿野収容局（鳥取市） 38（0000番台）、84（1 - 3、6、8000番台）
    - 青谷収容局（鳥取市） 37（7000番台）、85（0 - 2、5 - 9000番台）
    - 青谷日置収容局（鳥取市） 86（0、6000番台）
    - 青谷勝部収容局（鳥取市） 87（0、6000番台）
    - 岩美収容局（岩美町） 37（5000番台）、72（0 - 3、8000番台）、73（0 - 1、5 - 9000番台）
    - 岩美蒲生収容局（岩美町） 76（0 - 1000番台）
    - ひかり電話（収容局によらない） 30、50、60

  - その他
    - NTTコミュニケーションズ 33
    - NTTドコモ中国 65
    - エネルギア・コミュニケーションズ 67
    - KDDI 35、77
    - ソフトバンク 70、88
    - 楽天コミュニケーションズ 78

  - 空き番号 34、40 - 49、61 - 64、66、68 - 69、71、79 - 81、83、89

### 郵便番号
郵便番号は以下の通りとなっており、郵便物の集配は岩美郵便局が行っている。
- 681-00xx、681-85xx、681-86xx、681-87xx
  - 2007年（平成19年）3月5日に集配業務が鳥取中央郵便局に移管されたが、2016年（平成28年）3月7日に集配業務が岩美郵便局に再移管された。

## 名所・旧跡・観光スポット
観光地
- 浦富海岸（日本百景・国の名勝）
- 岩井温泉（国民保養温泉地）

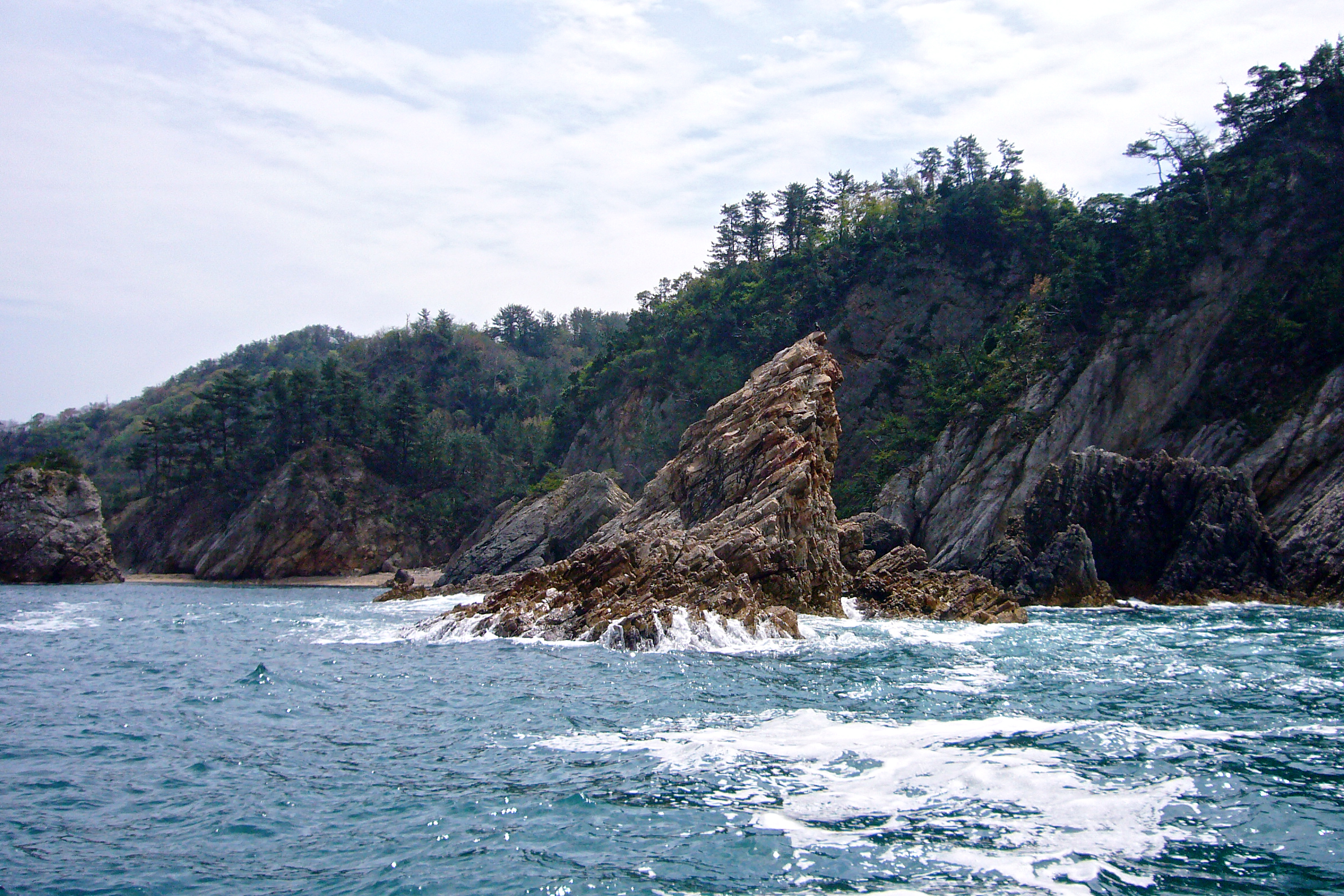
浦富海岸

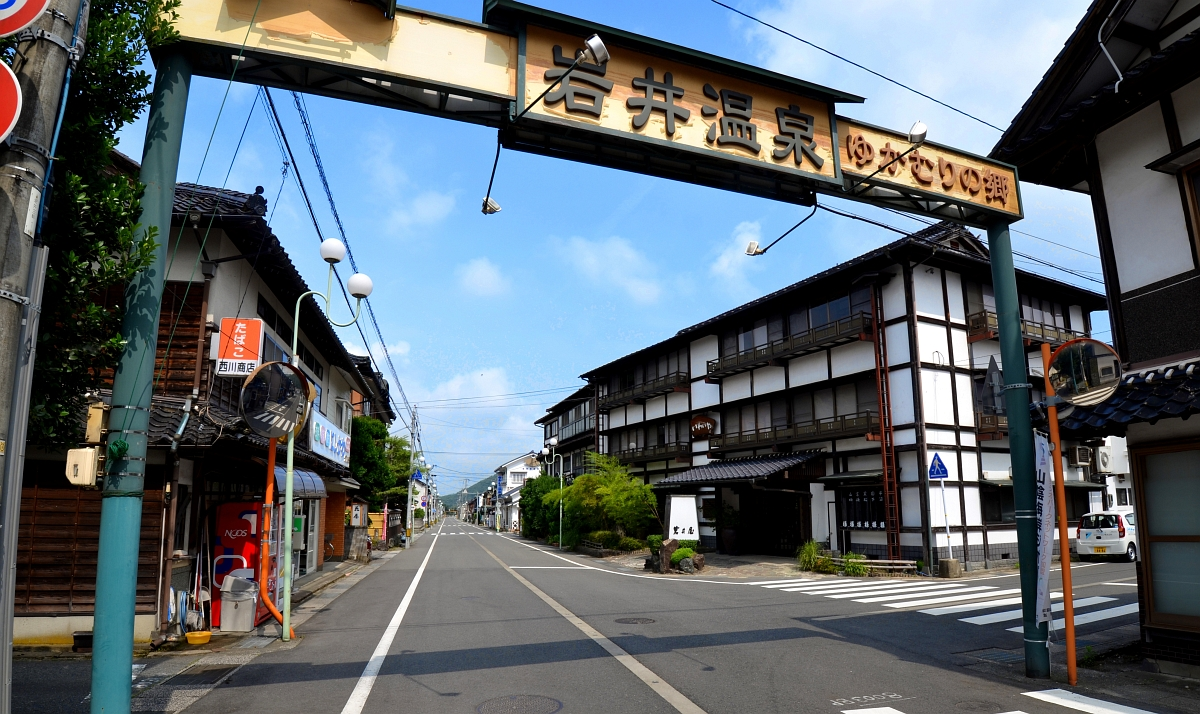
岩井温泉

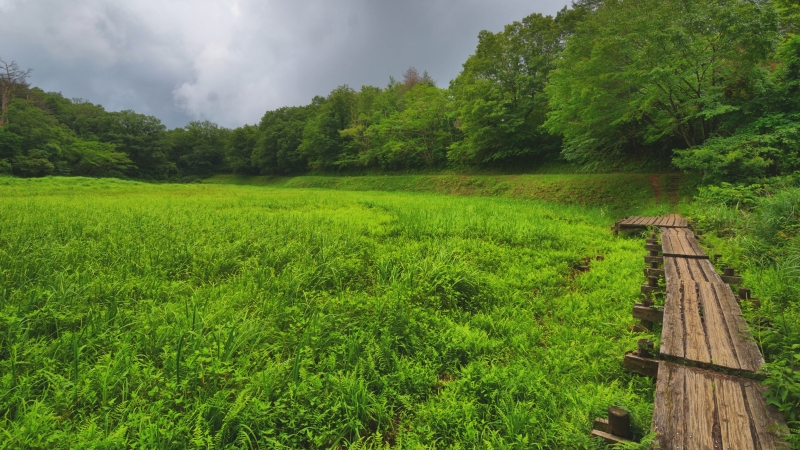
唐川湿原

- 唐川湿原（「かきつばた群落」が国の天然記念物）

史跡
- 鳥取藩台場跡：国史跡
- 二上山城跡

寺院
- 曹洞宗 - 永明寺、永泉寺、龍岩寺、瑞泉寺、臨海院、長谷寺、本光寺、定光寺
- 浄土真宗 - 西法寺、定信寺
- 天台宗 - 勧学寺、観照院、常智院、東源寺
- 法華宗 - 仙龍寺

神社
- 式内社 - 御湯神社、許野乃兵主神社、佐彌乃兵主神社、高野神社、二上神社、日野神社、甘露神社。このほか「大神社」に比定される説があるものとして荒砂神社・美取神社がある。
- その他 - 熊野神社

### 催事・祭事
- 浦富海岸健康マラソン大会(5月第2日曜 2015年で第30回)
- 牧谷のはねそ踊（無形民俗文化財）

## 著名な出身者
- 田村虎蔵（作曲家）
- 尾崎翠（作家）
- 澤田廉三（外交官、初代国連大使）
- 仙英禅師（井伊直弼の師）
- 通幻禅師（曹洞宗通幻派の祖）
- 松岡駒吉（戦後最初の衆議院議長）
- 澤春蔵（澤タク・日本交通［鳥取日交］の創設者。旧・大岩村出身）
- 細川雅巳（漫画家）
- 宮下稔（京阪電気鉄道社長）
- 伊藤幸司（お笑い芸人、ランジャタイ）

## 関連作品
- 『リアリズムの宿』

つげ義春の漫画を原作として2004年に公開された日本映画。岩美町が主要なロケ地の1つとなった。
- 『Free!』

おおじこうじのライトノベル『ハイ☆スピード!』を原案（前史）として2013年に放送されたテレビアニメ。物語の舞台である岩鳶町は岩美町がモデルとなっており、岩美町観光協会も地域おこしの一環としてさまざまなグッズを販売している。制作元の京都アニメーションが放火された事件の際には、同社を支援するための募金箱を岩美町観光協会が町内に設置した。